# Lake Chicot
Lake Chicot is een meer nabij Lake Village, Arkansas. Het is het grootste hoefijzermeer in Noord-Amerika en daarnaast het grootste natuurlijke meer van de staat Arkansas. Het werd 600 jaar geleden gevormd door het slingeren van de Mississippi. Het Franse woord Chicot betekent stompig en verwijst waarschijnlijk naar de vele cipressen-stompjes en bomen langs de oevers. Het meer is ongeveer 1,2 km breed en tussen de 33-34 km lang waardoor het vanuit de lucht een soort C-vorm heeft.
Charles Lindbergh maakte zijn eerste nachtvlucht over dit meer en het bijbehorende dorp in 1923. Volgens een legende zou de Spaanse conquistador Hernando de Soto in het meer begraven zijn.